# Dartmouth, Massachusetts
Dartmouth är en kommun (town) i Bristol County, Massachusetts, USA med cirka 30 666 invånare (2000). University of Massachusetts har en universitetsenhet i Dartmouth.